# 王世真
王世真（1916年3月7日—2016年5月27日），男，福建福州人，生于日本千叶县，中国核医学家。

## 生平
1938年毕业于清华大学化学系，1947年、1949年在美国衣阿华大学先后获硕士、博士学位。
回國以後，任職於中国协和医学院，历任北京协和医学院副教授、教授，放射医学研究所副所长、名誉所长，核医学国家重点实验室学术委员会主任等职。
2016年5月27日16时16分去世。

## 家庭
第一任妻子黄景泉。第二任妻子周前。

## 专著
- 《中国医学百科全书·核医学卷》
- 《同位素技术及其在生物医学中的应用》
- 《核医学与核生物学》
- 《核技术及其在生物医学中的应用》
- 《英汉核医学词汇》
- 《竞争放射分析》

## 奖项和荣誉
1980年，当选为中国科学院学部委员（院士），1998年转为资深院士。2005年被中華核醫學會授予終身成就獎。